# Criehaven

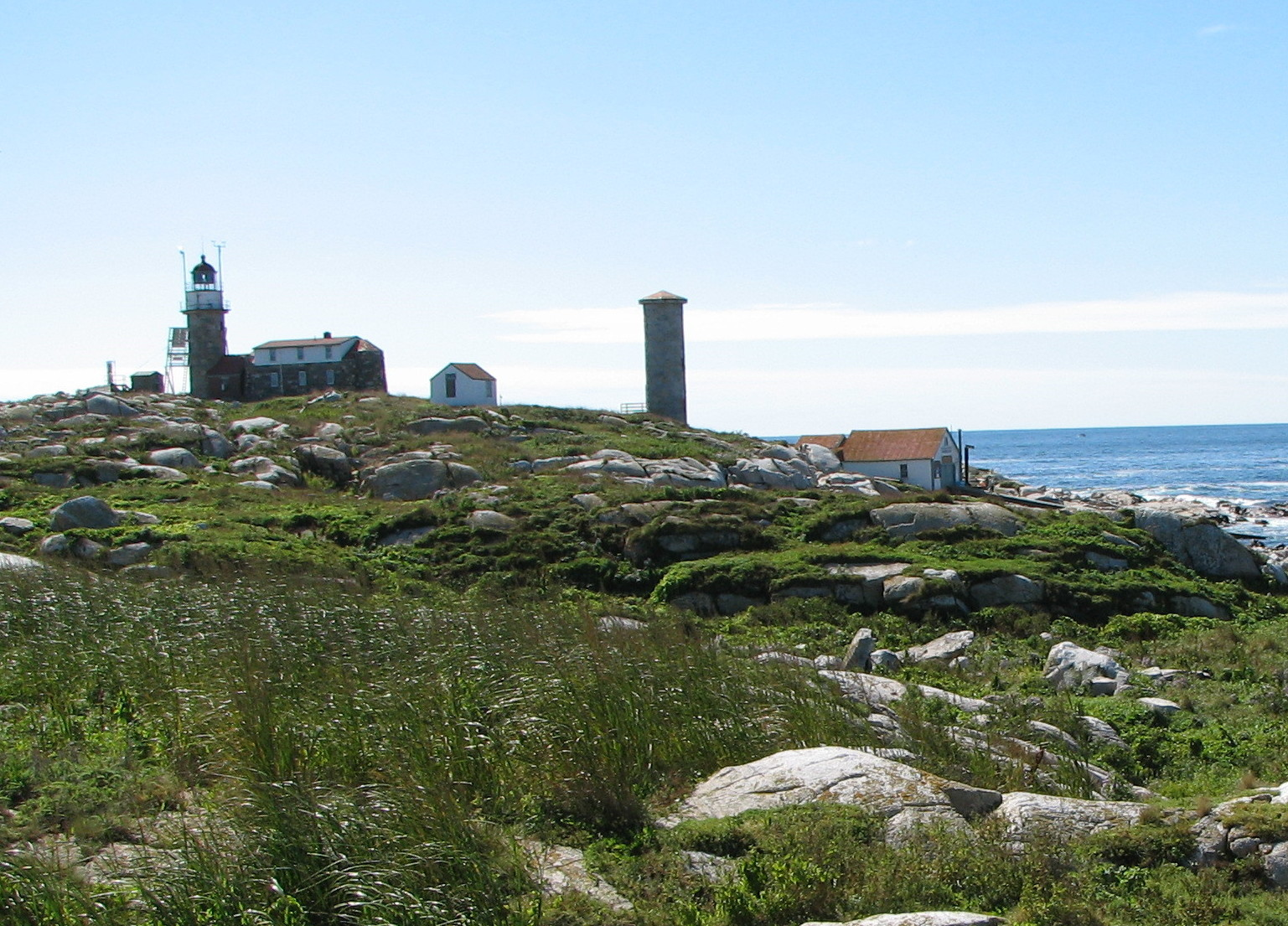
Matinicus Rock Light

Criehaven, auch Ragged Island genannt, ist ein Unorganized Territory im Knox County in Maine. Die Inseln, die zu Criehaven gehören, bildeten ab 1896 die Criehaven Plantation, mit eigener Schule und Postamt, welche ihre Organisation im Jahr 1925 jedoch zurückgab, da es für die wenigen Bewohner zu viel Aufwand war, die Strukturen aufrechtzuerhalten. Seitdem untersteht das Gebiet der Verwaltung durch die Land Use Planning Commission. Der Name blieb jedoch erhalten.

## Lage
Criehaven liegt auf mehreren Inseln in der Penobscot Bay des Atlantischen Ozeans, südlich von Matinicus Isle, welches 14,9 km entfernt ist. Criehaven ist die am weitesten in den Atlantischen Ozean ragende Ansiedlung im Knox County.
Zum UT Criehaven gehören die bekannteren Inseln  Ragged Island, Matinicus Rock mit dem unter Denkmalschutz stehenden Matinicus Rock Light und Seal Island, sowie weitere kleinere Inseln wie Melcom Ledge, Pudding Island, Shag Island, Harbour Ledge oder Green Ledge.

## Geschichte
Benannt wurde Criehaven nach Robert Crie. Crie stammte von Matincus Isle und kaufte 1848 im Alter von 19 Jahren die Insel, auf der er für sich und seine Frau Harriet Hall aus Camden eine Blockhütte, später ein Gehöft errichtete. Crie war in der Landwirtschaft tätig, hielt im Jahr 1880 110 Schafe auf der Insel und produzierte mehr als 12 Tonnen Heu. Es entstand eine kleine Siedlung, mit mehreren Häusern und Werften, die die Lebensgrundlage der Bewohner sichern sollte. Auf der Insel wurde wenig Landwirtschaft betrieben, hauptsächlich lebten die Bewohner von der Fischerei. Heute wird die Insel nur noch im Sommer bewohnt, nur ein Einwohner lebt das komplette Jahr auf der Insel.
Crie baute Packhäuser für Salzkabeljau, den er nach Boston verschiffte. Die Packer beherbergte er in den Gebäuden über den Verpackgsböden. Crie organisierte die Ansiedlung als Plantation, er gründete ein Geschäft und eine Schule, eröffnete einen Fährdienst, ein Postamt und hatte einen Konstabler eingesetzt, um Recht und Ordnung zu sichern. Er verwaltete die Insel wie ein Lehnsherr, entschied, wer Immobilien kaufen konnte und war auf der Insel als King Crie bekannt. Nach seinem Tod florierte die Ansiedlung eine Zeitlang, jedoch führten Stürme, Brände und andere Probleme nach 29 Jahren zur Auflösung der Organisation als Plantation im Jahr 1925. Seitdem steht Criehaven unter der Autorität der Land Use Planning Commission.